# Diana (фотоаппарат)
Diana — шкальная среднеформатная камера, сделанная почти целиком из пластмассы. Объектив — мениск, содержит единственную пластмассовую линзу. Камера снимает на плёнку типа 120 кадры 6×6 см (12 штук) или 4×4 см (16 штук) (в этом случае бо́льшая часть плёнки остаётся неиспользованной) и на плёнку типа 35 мм (модернизированная модификация).

## История развития и конструктивные особенности
Первая «Diana» производилась в 1960-х годах в Гонконге на фабрике «Great Wall Plastic Factory» и продавалась под различными торговыми марками (например, «Conforama»). Зачастую это выражалось лишь в смене ярлыка, хотя технически модель камеры не менялась. В общей сложности насчитывается порядка 50 вариантов клонов, аналогичных оригинальной камере, некоторые из которых были произведены другими фабриками. Оригинальная камера и клоны существовали с тремя возможными вариантами диафрагмы — f/11, f/13 и f/19 и с двумя вариантами выдержки 1/100 с и 1/50 с. У камеры был ручной фокус и съёмный объектив. Имеется возможность установки внешней фотовспышки.
Из-за низкого качества камеры, на фотографиях зачастую появляется виньетирование. Кроме того, низкое качество пластиковой оптики объектива приводит к низкому контрасту снимков, хроматическим аберрациям и нерезкому изображению. Но, несмотря на то, что в классической фотографии данные особенности являются неприемлемыми, некоторые фотографы сознательно используют эти элементы. Благодаря использованию подобных особенностей Lo-fi камер родилось целое течение фотографии — ломография.
В 1970-е годы интерес к камере «Diana» постепенно угас, в связи с повсеместным появлением 35-мм камер.
На данный момент фотоаппарат «Holga» считается наследником камеры «Diana». Кроме того, с 2007 года текущий дистрибьютор — Ломографическое сообщество — возвратил к жизни камеру путём перевыпуска новой слегка улучшенной модели «Diana F+».

## Сменные задники в современных модификациях
- 60 мм (стандартный / среднеформатный задник),
  - 52×52 мм (12 кадров),
  - 42×42 мм (16 кадров) — дополнительная рамка,
  - 46×46 мм (панорама на 16 кадров) — дополнительная рамка.
- 35 мм (модифицированный задник),
  - 33×48 мм (панорама + перфорация),
  - 24×48 мм (панорама) — дополнительная рамка,
  - 33×34 мм (35 мм кадр с перфорацией) — дополнительная рамка,
  - 24×36 мм (обычный 35 мм кадр) — дополнительная рамка.
- Для моментальной фотографии — приставка «Instant back»»[2].

## Перечень разновидностей фотокамер «Diana+»
- «Diana F+»
- «Diana F+ Black Jack» — чёрный цвет корпуса.
- «Diana F+ Colette Edition» — корпус выполнен в цветах французского магазина Colette Архивная копия от 31 июля 2011 на Wayback Machine.
- «Diana F+ Dreamer» — цвет корпуса выполнен в светлых тонах.
- «Diana F+ Edelweiss Edition» — эксклюзивный белый цвет корпуса.
- «Diana F+ El Toro» — чёрно-красный корпус для испанских ломографов.
- «Diana F+ Glow in the Dark» — на камеру нанесено специальное флюоресцентное покрытие, за счёт чего она светится в темноте.
- «Diana F+ Hong Meow» (Панда) — чёрно-белый корпус.
- "Diana F+ Gold " — корпус выполнен в золотом и белом цветах.
- «Diana F+ London LWC» — чёрно-золотой корпус, приуроченный ко Всемирному Ломо Конгрессу[3] в Лондоне в 2007 году.
- «Diana F+ DianaF» («„MEG“ edition Diana+») — красно-белый корпус, созданный при сотрудничестве с музыкантами из группы The White Stripes.
- «Diana F+ MoMA» — чёрно-красный корпус для музея современного искусства в Нью-Йорке.
- «Diana F+ Mr. Pink» — розовый цвет корпуса.
- «Diana F+ Scare Crow» — чёрный цвет корпуса выполнен в честь японского аниме сериала Scarecrowman.
- «Diana F+ Snow Cat» — чёрно-белый корпус оформлен корейским иллюстратором SnowCat Архивная копия от 18 мая 2020 на Wayback Machine.
- «Diana F+ Tokyo Rising» — классический чёрно-бирюзовый корпус для японских ломографов.
- «Diana Multi Pinhole Operator» — безобъективная версия со сменными пинхол-отверстиями[4].